# Erlinda Hándal
Erlinda Hándal es una química inorgánica de El Salvador. Desempeñó el cargo de viceministra de Ciencia y Tecnología.

## Trayectoria Profesional
Con una sólida formación académica y una pasión por la investigación científica, ha dedicado su carrera a explorar los fundamentos de la química inorgánica y a aplicar sus conocimientos en la resolución de problemas prácticos.
Su trabajo ha abordado una amplia gama de temas, desde la síntesis de compuestos inorgánicos hasta el estudio de sus propiedades y aplicaciones. Sus investigaciones han buscado ampliar el entendimiento de la química inorgánica.

## Controversias
A pesar de sus logros, la carrera de Erlinda Hándal también ha estado marcada por controversias y desafíos. Su renuncia al cargo de investigadora y las acusaciones en su contra han generado debate en la comunidad científica y en la sociedad en general.
En 2021 fue encarcelada debido a presuntas irregularidades financieras durante su cargo como Viceministra de Ciencia y Tecnología en El Salvador. Aunque el caso penal específico no está detallado, se cuestionó la medida basada en la cantidad de dinero recibida durante su gestión, considerada mínima en comparación con otros salarios gubernamentales. Esta decisión ha sido calificada por diversos sectores como persecución política porque, además de vulnerar los derechos fundamentales de los acusados al debido proceso y a la presunción de inocencia, el Ejecutivo ha ejercido una presión vertical sobre el proceso. En su declaración, la Asociación Americana de Juristas - Sección El Salvador (AAJ-ES) condenó «las acciones e intenciones del régimen de perseguir políticamente a sus opositores».